# Priorat (Weinbaugebiet)

Das Weinanbaugebiet Priorat in Katalonien

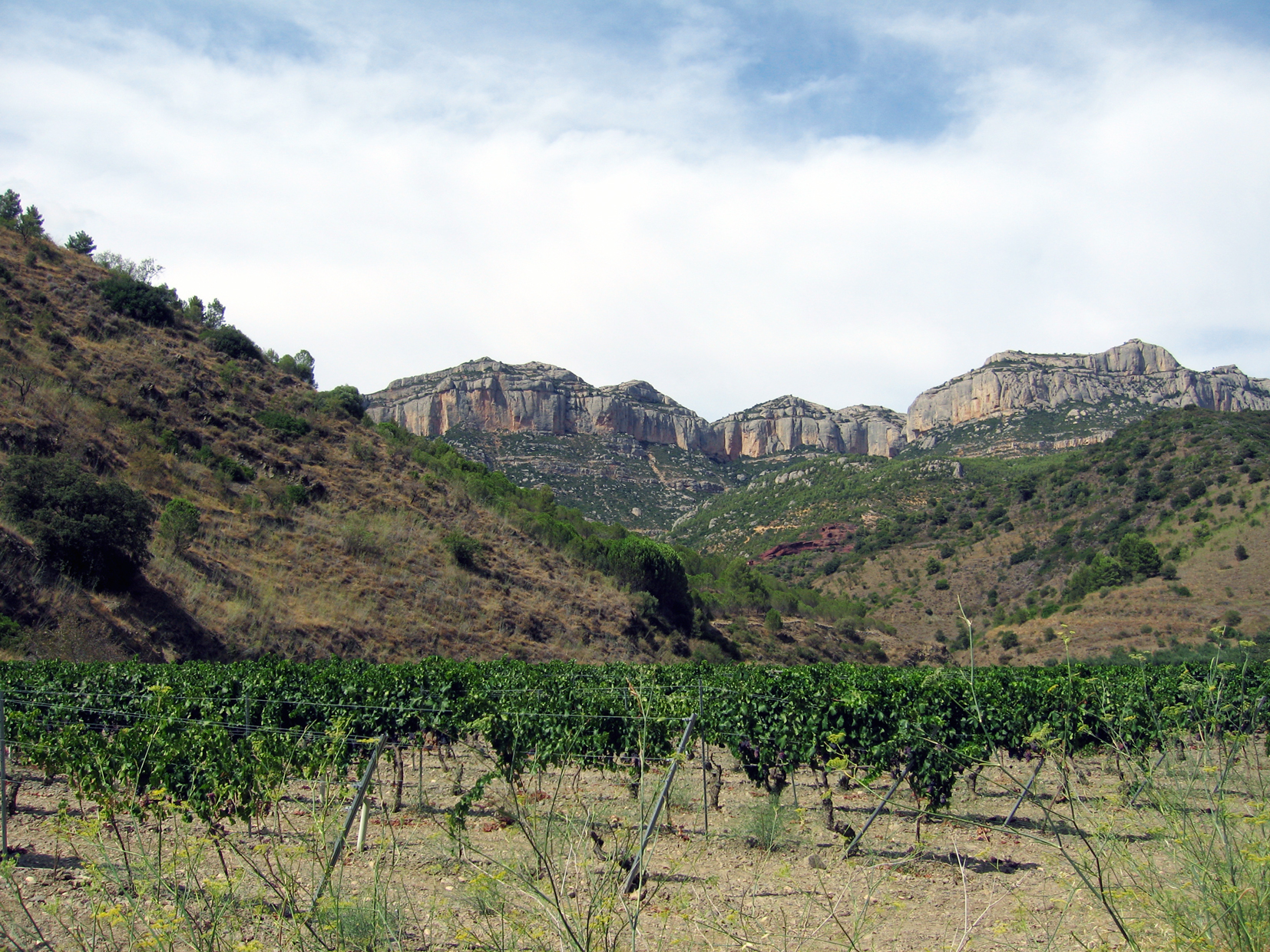
Weinreben beim ehemaligen Kartäuser-Kloster Escaladei

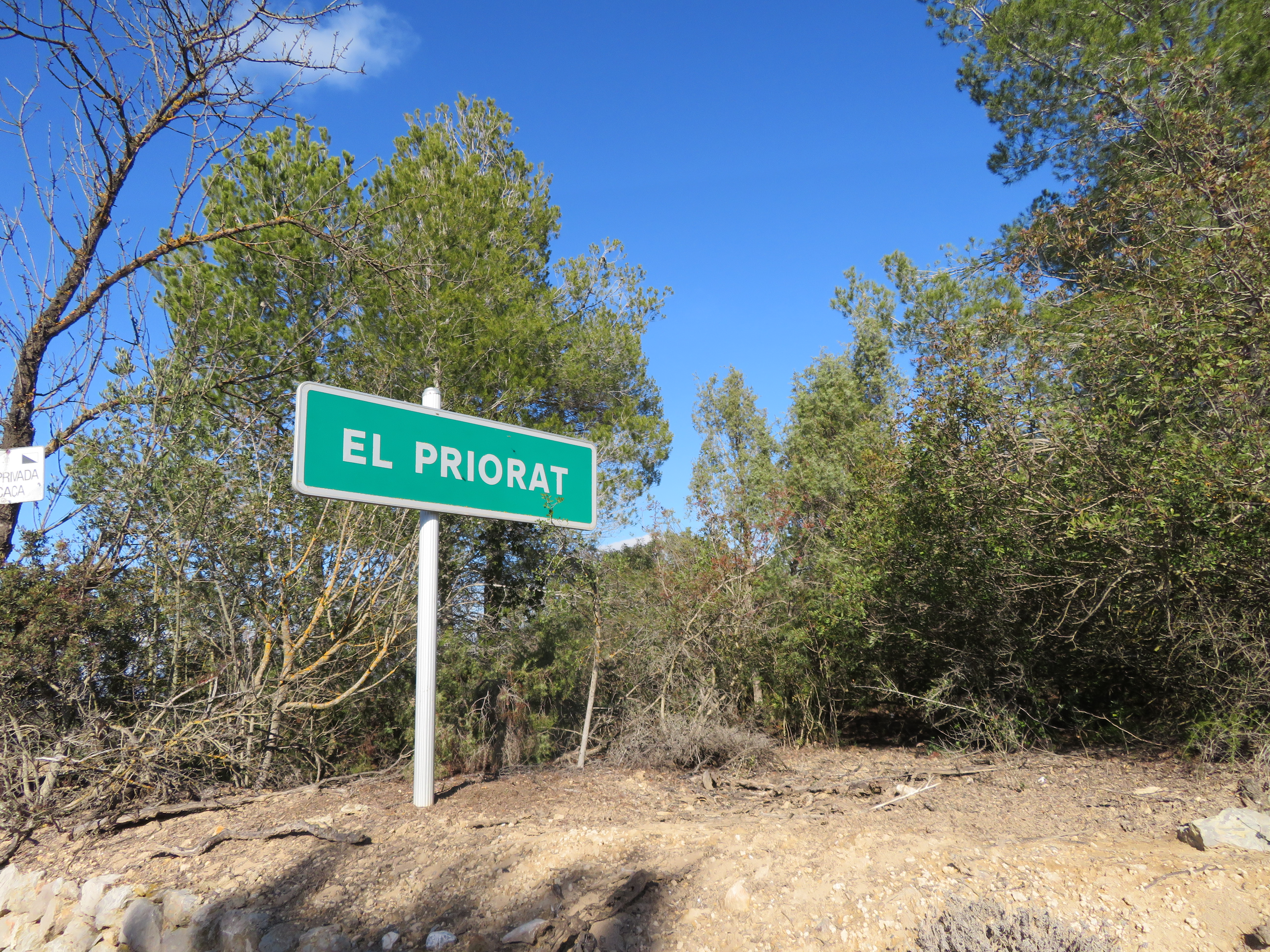
Comarca El Priorat (Tarragona)

Priorat (katalanisch, spanisch auch Priorato) ist ein Weinbaugebiet in der gleichnamigen katalanischen Comarca. Es liegt in den steilen Hügeln der Serra de Montsant mit geeignetem Licorella-Schieferboden, etwa 30 km von der Provinzhauptstadt Tarragona und Cambrils entfernt.
Der Priorat ist Kataloniens älteste weinbaubetreibende Region. Im Mittelalter zählte die Region zu den bedeutendsten Weinbaugebieten Spaniens (→ siehe auch den Artikel Weinbau in Spanien). Danach war es lange Zeit still, bis ab 1989 ein deutlicher Aufstieg begann, vor allem durch die Weine L’Ermita, Clos Erasmus und Finca Dofi, die auf dem internationalen Markt bekannt wurden. Im Jahr 2001 wurde der Priorat zur höchsten spanischen Qualitätsstufe DOCa (Denominación de Origen Calificada) erhoben. Zurzeit sind die Anbaugebiete Priorat und Rioja die beiden einzigen, die diese höchste Herkunftsbezeichnung tragen dürfen.
Motoren für den Erfolg sind Winzer wie Álvaro Palacios und René Barbier. Palacios stammt aus der im Rioja tätigen Weinbau-Dynastie Palacios Remondo. Er lernte bei Christian Moueix im Bordeaux, dem „Vater“ der Pomerol-Weine von Château Pétrus und Château Trotanoy, die Geheimnisse der großen Bordeauxweine kennen und brachte sein Wissen in der für ihn neuen Region Priorat ein.
Die DOP Priorat entspricht einer Fläche von 176 km² mit 2429 ha Rebfläche (Stand Juli 2013). Die Region inmitten der Provinz Tarragona wurde nach dem im Jahre 1163 gegründeten Priorat de la Cartoixa d’Escaladei (zu Deutsch: „dem Priorat des Kartäuser-Klosters der Gottesleiter“) benannt. Von dem Kloster Cartoixa d’Escaladei sind noch Ruinen erhalten, die seit einigen Jahren jedoch restauriert werden. Das Weinbaugebiet ist fast gänzlich von der D.O. Montsant umschlossen.
Die tiefdunklen kirschroten und konzentrierten Rotweine sind alkoholstark (13,50 bis 15 %). Sie benötigen oft mehrere Jahre Flaschenreifung und sind bis zu 25 Jahre alterungsfähig. Rotweine werden zu 90 % kultiviert und zählen aufgrund des besonderen Terroirs und des extrem niedrigen Hektar-Ertrages (nur 5 bis 6 hl/ha) zu den berühmtesten und besten Spaniens. Noten reifer Früchte und des Schieferbodens sind erkennbar.
Zugelassene rote Rebsorten: Cariñena, Garnacha Tinta (empfohlene Sorte), Garnacha Peluda, Mazuelo (empfohlene Sorte), Merlot, Picapoll negre, Pinot Noir, Syrah und Ull de Llebre. Ull de Llebre ist ein anderer Name für die in Spanien dominierende und staatlich favorisierte Rebsorte Tempranillo. Die Rebsorten Cariñena und Mazuelo sind identisch. Mazuelo ist lediglich die in der Region Rioja übliche Bezeichnung für die Rebsorte Cariñena (es gibt auch ein gleichnamiges Weinbaugebiet mit namensgebender Stadt).
Weiße Rebsorten: Chenin Blanc, Garnacha Blanca, Macabeo, Muscat d’Alexandrie, Muscat blanc à petits grains, Pansal, Pedro Ximénez, Picapoll blanca, Viognier.
Die wenigen Weißweine fallen durch ihre brillante, strohgelbe Farbe auf. Die Aromen sind fruchtig und erinnern an Bergkräuter. Im Gaumen wirken sie warm und angenehm.
Die Weinberge der rund 90 Winzer sind meistens terrassenförmig in einer Höhe von 150–1000 m ü. NN an den Hängen der Montsant-Berge angelegt. Unterhalb der Berge fließt der Siurana, ein Nebenfluss des Ebro.
Folgende Gemeinden liegen in der D.O.C. Priorat:
Bellmunt del Priorat, El Lloar, El Molar(teilweise), Falset(teilweise), Gratallops, La Morera de Montsant, La Vilella Alta, La Vilella Baixa, Poboleda, Porrera, Torroja del Priorat.
Die für den Priorat zuständige Regelbehörde ist der „Consejo Regulador D.O.Ca. Priorat“ in Torroja del Priorat / Tarragona.